# Spencer Museum of Art
O Museu de Arte Spencer (Spencer Museum of Art ou SMA, em inglês) é um museu de arte localizado no campus da Universidade do Kansas, em Lawrence, Kansas. Ele explora a capacidade da arte para despertar e inspirar a criatividade e criar conexões entre as pessoas. O museu abriga uma coleção internacionalmente conhecida, profunda e diversificada, que conta atualmente com quase 36 mil obras de arte e artefatos. A coleção abrange a história da arte europeia e americana do antigo ao contemporâneo, e inclui participações amplas e significativas da arte do Leste Asiático. As áreas mais impactantes incluem a arte medieval, pinturas, esculturas e estampas europeias e americanas, fotografias, pinturas e estampas do período Edo japonês, pinturas chinesas do século XX, e a coleção etnográfica da Universidade do Kansas, que inclui cerca de 10 mil obras nativas americanas, africanas, latino-americanas e australianas.  
Conforme prática comum em museus de pequeno porte e subsidiados por instituições de ensino superior nos Estados Unidos, o ingresso a este estabelecimento é franco, no entanto sugerem-se e aceitam-se de seus visitantes contribuições em forma de donativos em espécie que podem ser depositados em caixa designada junto a entrada. 
Também hospedados no mesmo edifício em estilo neoclássico do Museu Spencer estão o departamento de história da arte da Universidade de Kansas, o Kress Foundation Department of Art History, e a biblioteca especializada em arte e arquitetura, a Murphy Library of Art & Architecture. 
O Museu Spencer deve seu nome ao casal de industrialistas mecenas Helen Foresman Spencer e Kenneth A. Spencer do estado de Kansas. 

## História
Em 1917, Sallie Casey Thayer, colecionadora de arte da cidade de Kansas, ofereceu sua coleção de cerca de 7.500 objetos de arte para a Universidade do Kansas para formar um museu "para encorajar o estudo das artes plásticas". Sua coleção eclética incluiu pinturas, esculturas, estampas, desenhos, móveis, tapetes, tecidos, trabalhos em metal, cerâmica, vidro e outros exemplos de artes decorativas, principalmente de origem europeia e asiática. Eventualmente, o Museu de Arte da Universidade de Kansas foi estabelecido em 1928, com base nesta coleção. Ao longo dos anos, a coleção cresceu bastante graças à doações e à experiência de muitos curadores.
No final da década de 1960, o museu precisava de mais espaço: Spooner Hall não era o suficiente.  A Sra. Helen Foresman Spencer, outra colecionadora da cidade de Kansas e patrona das artes, fez uma doação de 4,6 milhões de dólares, que financiou a construção de um novo museu. O edifício que abriga o Museu de Arte Helen Foresman Spencer, o Departamento de História da Arte da Fundação Kress e a Biblioteca Murphy de Arte e Arquitetura abriram em 1978. A estrutura neoclássica, construída a partir de pedra calcária indiana, foi desenhada pelo arquiteto Robert E. Jenks, também de Kansas, formado em 1926 pela própria faculdade da cidade.
Em 2007, o Museu Spencer cresceu novamente quando aproximadamente 9.500 objetos de coleção etnográfica do antigo Museu de Antropologia da Universidade do Kansas foram transferidos para o Museu de Arte Spencer. A coleção inclui uma grande variedade de materiais culturais do mundo todo, com ênfase especial nos materiais indígenas americanos. A coleção ainda está alojada no histórico Spooner Hall e o espaço de armazenamento foi atualizado para incluir armários especialmente projetados para abrigar e proteger a coleção.
A partir de 2015, o Museu de Arte Spencer está passando pela Fase I de uma grande renovação que transformará quase 30 mil metros quadrados do edifício.  A Fase I vai fornecer uma renovação completa do lobby de entrada do museu e do tribunal central, expandirá a galeria de ensino, apresentará uma sala de estudo de objetos de uso compartilhado e expandirá as instalações de armazenamento e pesquisa. Os arquitetos responsáveis pelo projeto são da Pei Cobb Freed & Partners.

## Missão (a partir de dezembro de 2015)
O Museu de arte Spencer sustenta uma coleção diversificada de arte e obras de importância cultural. Incentiva a exploração interdisciplinar nas intersecções de arte, ideias e experiências. Entre suas coleções, estão os itens da propriedade do ícone literário local, William S. Burroughs, por exemplo, e a exibição Dreamachine (máquina de sonhos) por David Woodard. O Spencer fortalece, apoia e contribui para a pesquisa e ensino acadêmico da Universidade do Kansas e está empenhado em servir comunidades de aprendizes em todo Kansas e além. 